# Пеллегрено, Энн
Энн Диринг Холтгрен Пеллегрено (род. в 1937 году, Чикаго, Иллинойс) — профессиональный музыкант, педагог, писатель, преподаватель, фермер. В 1967 году Пеллегрено и её экипаж из трёх человек успешно управляли аналогичным самолетом (Lockheed 10A Electra), чтобы совершить мировой полет, который полностью соответствовал плану полета Амелии Эрхарт в 1937 году. В 30-ю годовщину исчезновения Эрхарт Пеллегрено сбросила венок в её честь над крошечным островом Хауленд и вернулась в Окленд, Калифорния.

## Ранние годы
В 1960 году, в день получения лицензии частного пилота, Пеллегрено взяла свою мать на неожиданный рейс в качестве первого пассажира; Миссис Холтгрен не знала, что её дочь научилась летать. В течение пяти лет Пеллегрено получила лицензию коммерческого пилота.

## Полёт 1967 года
Решение Энн Пеллегрено проследить кругосветный маршрут Эрхарт на Lockheed Electra можно отнести к поддержке её авиамеханика Ли Кёпке в 1962 году. Кёпке владел двухмоторным Lockheed Electra 10A, который очень похож на тот, на котором летела Амелия Эрхарт во время ее судьбоносного полета по миру в 1937 году. Первая статья об историческом памятном событии появилась в газете Детройта 6 марта 1967 года. В апреле и мае того же года Electra была модернизирована с последним топливным оборудованием для полета на Javelin Aircraft в Уичито, Канзас. 9 июня она и ее команда из трех человек вылетели из Окленда, Калифорния на самолете. В ее команду входили Уильям Л. Полхемус (штурман), Уильям «Билл» Р. Пейн (второй пилот) и Ли Кёпке (владелец и реставратор Electra). Electra была первоначально зарегистрирована в Канаде как CF-TCA и перерегистрирована в США как N79237, когда Пеллегрено и ее команда совершили кругосветный полет.
Пеллегрено вылетела из Уиллоу-Ран, Детройт, Мичиган 7 июня 1967 года в Окленд, чтобы вылететь из того же аэропорта, из которого вылетела Эрхарт 30 лет назад. Пеллегрено и ее команда следовали по тому же маршруту, по которому Эрхарт и штурман Фред Нунан следовали в 1937 году, но для лучшей заправки топливом приземлялись в разных аэропортах. Они несли 2000 комплектов филателистических обложек, которые будут проштемпелированы в разных городах на их пути и проданы коллекционерам для финансирования их полета. В отличие от полета 1937 года, «Электра» Пеллегрено была оснащена самым современным радио и навигационным оборудованием.
После дозаправки в Науру в Тихом океане Пеллегрено вылетела на остров Хауленд, совершив полет дани примерно в то же время и в тот же день, когда Эрхарт и Нунан прибыли туда 30 лет назад, 2 июля 1937 г. В тот день, 2 июля 1967 года, Пеллегрено лично возложила венок в память об историческом кругосветном движении Эрхарт и Нунана.
Она вернулась в Окленд, совершив памятный перелет протяженностью 28 000 миль. 15 июля законодательное собрание штата Мичиган объявило этот день «Днем Энн Пеллегрено» и устроило парад.

## Дальнейшая жизнь
В 1974 году Пеллегрено была назначена в Комиссию по воздухоплаванию, став первой женщиной-служащей такого рода в Айове, а также в Комиссию Министерства транспорта Айовы, став первой женщиной в стране, которая работала в этом качестве. Пеллегрено была введена в Международный лес дружбы The Ninety-Nines, Inc. (1987), Зал славы авиации штата Айова (1990), Зал славы авиации Мичигана (1991) и Ассоциацию экспериментальных самолетов - Ассоциация старинных самолетов. Ее первая книга «Мировой полет, тропа Эрхарт» была опубликована в 1971 году. Первые два тома ее трилогии «Айова взлетает в воздух» были опубликованы в 1980 и 1986 годах.
Lockheed Electra, принадлежащий Ли Кёпке,  был одним из трех Trans-Canada Airlines Electra, которые использовались для открытия трансконтинентальных воздушных перевозок в Канаде в 1937 году. После полета Пеллегрено Канадский музей авиации приобрел самолет у Кёпке. Волонтеры Air Canada (новое название Trans-Canada Airlines) провели капитальный ремонт самолета в 1968 году и подарили его музею. Сегодня Lockheed Electra (S/N 1112) является частью Национальной авиационной коллекции и представлен в оригинальной конфигурации CF-TCA.